# Murmur (album)
Murmur è il primo album discografico del gruppo statunitense R.E.M., pubblicato il 12 aprile 1983.

## Descrizione
È stato pubblicato nel 1983 ed è ancora considerato come una delle pietre miliari dell'alternative rock degli anni ottanta, nonché uno dei migliori album del gruppo. Fu eletto disco dell'anno dalla rivista Rolling Stone, davanti a War degli U2, Thriller di Michael Jackson e Synchronicity dei Police.  Ad oggi insieme al successivo album Reckoning è considerato uno dei migliori album degli anni ottanta grazie ai singoli di successo Radio Free Europe e Talk About the Passion. Il disco è stato inserito al diciottesimo posto nella lista dei 100 migliori album di debutto secondo Rolling Stone.

## Tracce
Testi e musiche di R.E.M. (Bill Berry, Peter Buck, Mike Mills, Michael Stipe) eccetto dove indicato.
Lato A
1. Radio Free Europe – 4:05
2. Pilgrimage – 4:30
3. Laughing – 3:57
4. Talk About the Passion – 3:23
5. Moral Kiosk – 3:31
6. Perfect Circle – 3:30

Lato B
1. Catapult – 3:55
2. Sitting Still – 3:16
3. 9-9 – 3:02
4. Shaking Through – 4:29
5. We Walk – 3:01
6. West of the Fields – 3:17 (testi aggiuntivi: Neil Bogan)

Nell'edizione dell'album chiamata "The I.R.S. Years Vintage" uscita nel 1992 sono state inserite anche 4 bonus track:
- There She Goes Again (cover dei Velvet Underground) - 2:48
- 9-9 (live) - 3:04
- Gardening at Night (live) - 3:47
- Catapult (live) - 4:03

### Edizione del 2008
Disco 1
Il primo disco è l'album originale rimasterizzato.
Disco 2 (Live at Larry's Hide-Away)
1. Laughing – 3:51
2. Pilgrimage – 4:08
3. There She Goes Again (Reed) – 2:43
4. Seven Chinese Brothers – 4:15
5. Talk About the Passion – 3:02
6. Sitting Still – 4:11
7. Harborcoat – 3:45
8. Catapult – 3:51
9. Gardening at Night – 3:33
10. 9-9 – 3:16
11. Just a Touch – 2:27
12. West of the Fields – 3:06
13. Radio Free Europe – 4:57
14. We Walk – 2:55
15. 1,000,000 – 3:05
16. Carnival of Sorts (Box Cars) – 3:58

## Formazione
- Michael Stipe – voce
- Peter Buck - chitarra acustica, chitarra elettrica
- Mike Mills - basso, cori, pianoforte, organo, chitarra acustica, vibrafono (traccia  2)
- Bill Berry - batteria, cori, percussioni, basso, pianoforte